# Landbewirtschaftungsgesellschaft Ostland
Die Landbewirtschaftungsgesellschaft Ostland m.b.H. (LBGO oder LO) war eine deutsche Gesellschaft mit beschränkter Haftung, die während des Zweiten Weltkriegs die Aufgabe hatte, die Landwirtschaft in den von der deutschen Wehrmacht besetzten Gebieten im Reichskommissariat Ostland auszubeuten und ihre Erträge zum einen der Wehrmacht, zum anderen der deutschen Bevölkerung im Reichsgebiet zur Verfügung zu stellen. Sie war dem „Reichsministerium für die besetzten Ostgebiete“ (RMfdbO) unterstellt und hatte ihren Hauptsitz in Riga.
Die am 10. Dezember 1941 errichtete LBGO ist nicht zu verwechseln mit der bereits am 28. Februar 1940 errichteten „Ostdeutschen Landbewirtschaftungsgesellschaft“ (kurz: „Ostland“), die eine ähnliche Funktion im besetzten Polen und später im Nordosten Frankreichs übernahm und bei Gründung des Reichskommissariates Ostland im Juli 1941 in „Reichsgesellschaft für Landbewirtschaftung mbH (Reichsland)“ umbenannt wurde.

## Rechtsgrundlagen und Gründung der LBGO
Nur knapp drei Monate nach dem deutschen Angriff auf die Sowjetunion vom 22. Juni 1941 ordnete der Beauftragte für den Vierjahresplan, Reichsmarschall Hermann Göring, mit seinen Erlassen vom 12. und vom 17. September 1941 die Errichtung einer Landbewirtschaftungsgesellschaft in dem am 25. Juli 1941 gegründeten Reichskommissariat Ostland (RKO) an.
Per Anordnung des Reichskommissars Hinrich Lohse vom 19. August 1941 über die „Sicherstellung“ des Vermögens der UdSSR wurde das gesamte im Reichskommissariat Ostland gelegene bewegliche und unbewegliche Vermögen der UdSSR, ihrer Gliedstaaten, öffentlicher Körperschaften, Verbände und Zusammenschlüsse einschließlich aller Forderungen, Beteiligungen, Rechte und Interessen aller Art nach dem Stande vom 20. Juni 1941 zugunsten des Deutschen Reichs beschlagnahmt.
Die LBGO wurde durch Gesellschaftsvertrag vom 10. Dezember 1941 errichtet und kurz darauf per Anordnung des Reichskommissars Ostland vom 16. Januar 1942 in ihre Tätigkeit eingewiesen.
In das Handelsregister beim Deutschen Gericht in Riga, Abt. B, Nr. 12, wurde die Landbewirtschaftungsgesellschaft Ostland mbH am 28. Mai 1942 eingetragen.

## Struktur und Organisation der LBGO
Die Landbewirtschaftungsgesellschaft war keine Erwerbsgesellschaft, sondern ein quasi-staatliches Organ zur Durchführung der Aufgaben des Reichskommissars Ostland. § 3 der Anordnung über die Einweisung der Landbewirtschaftungsgesellschaft Ostland m.b.H. vom 16. Januar 1942 stellte klar: „Die Landbewirtschaftungsgesellschaft Ostland m. b. H. ist in ihrer Tätigkeit allein und ausschließlich dem Reichskommissar für das Ostland verantwortlich“.
Paragraph 3 der Anordnung über die Einweisung der Landbewirtschaftungsgesellschaft Ostland m.b.H. vom 16. Januar 1942 legt in seinem Absatz 1 fest: „Zur Deckung ihrer Unkosten kann die Landbewirtschaftungsgesellschaft Ostland m.b.H. von den beteiligten Betrieben einen angemessenen Verwaltungskostenbeitrag erheben, dessen Höhe durch den Reichskommissar für das Ostland festgesetzt wird.“ In Absatz 2 desselben Paragraphen heißt es: „Die Landbewirtschaftungsgesellschaft Ostland m.b.H. übt ihre Tätigkeit auf eigene Rechnung aus und ist dem Reichskommissar für das Ostland zur jährlichen Rechnungslegung verpflichtet.“
Hauptsitz der Gesellschaft war in Riga (Lettland) im Wolter-von-Plettenberg-Ring 71/73; eine Zweigstelle in Riga der Karl-Ernst-von-Baer-Straße 13 wurde im September 1943 eröffnet. Weitere Zweigstellen bestanden in Reval (Estland), Kauen (Litauen), Minsk (Weißrussland) und Pleskau (Russland). Geschäftsführer der Hauptstelle in Riga waren der Diplomlandwirt Georg Krafft und der Rechtsanwalt Dr. Paul Becker. Der Rechtsanwalt Dr. Paul Becker und der Landwirt Wilhelm Kotthaus waren Geschäftsführer der Zweigstellen in Riga und in Reval; Prokurist beider Geschäftsstellen war Dipl.-Kaufmann Helmut Bach in Riga.
Die Zweigstellenleiter waren, entsprechend § 4 der Einweisungsanordnung, gleichzeitig Referenten für die öffentliche Landbewirtschaftung bei der Abteilung Ernährung und Landwirtschaft des zuständigen Generalbezirkes im Reichskommissariat Ostland.
Die Zweigstellen hatten im Allgemeinen vier Abteilungen:
1. eine landwirtschaftlich-betriebswirtschaftliche Abteilung
2. eine Maschinenabteilung
3. eine kaufmännische Abteilung
4. und eine Verwaltungsabteilung.

Die landwirtschaftlich-betriebswirtschaftliche Abteilung bearbeitete alle Fragen, die direkt mit der Betriebs- und Wirtschaftsführung zusammenhingen. Die Maschinenabteilung überwacht den Einsatz der Maschinen-Traktoren-Station sowie den Einsatz der Maschinen auf den selbst bewirtschafteten Betrieben. Die kaufmännische und die Verwaltungsabteilung bearbeiten das Geld- und Finanzwesen sowie die Fragen der inneren Verwaltung.
Innerhalb der einzelnen Zweigstellen wurden jeweils für das Gebiet eines Gebietskommissars Oberverwaltungen eingerichtet.

## Funktion und Aufgaben der LBGO
Die Landbewirtschaftungsgesellschaft Ostland verwaltete, bewirtschaftete und verwertete die landwirtschaftlichen und gärtnerischen Grundstücke und Betriebe im „Ostland“, also alle ehemals sowjetischen Staatsgüter (Sowchosen), Landwirtschaftsgenossenschaften (Kolchosen) und alle sonstigen landwirtschaftlichen Betriebe und Grundstücke in den deutsch besetzten Gebieten in Litauen, Lettland, Estland und Weißruthenien. Dazu zählten auch Obst- und Weinbau-Betriebe, Pelztierfarmen, Fischerei-Betriebe einschließlich der technischen Nebenbetriebe, Maschinen- und Traktorenstationen (MTS) sowie der dazugehörigen Meisterwerkstätten.
Zum einen sollte sie landwirtschaftliche Erzeugnisse an die deutsche Wehrmacht, zum anderen an die Bevölkerung des deutschen Reiches liefern. Dabei sollte sie möglichst die Erträge der von ihr verwalteten Betriebe steigern.
Formal eine Treuhandverwaltung, hatte die LBGO faktisch nahezu volle Eigentümerrechte über die von ihr verwalteten Betriebe.
Der L.O. unterstanden insgesamt ungefähr 13.800 landwirtschaftliche Betriebe, deren Eigentümer teils von sowjetischen, teils von deutschen Truppen vertrieben oder ermordet worden waren. Unter direkter Eigenverwaltung der L.O. standen mehr als 1800 Höfe im „Ostland“, mit zusammen rund 500.000 ha Fläche, davon etwa 250.000 ha Äcker und Felder, 136.000 ha Weideland; der übrige Landbesitz der L.O. bestand aus Gärten, Fischteichen, Wäldern usw. Die Mehrzahl der direkt von der L.O. verwalteten Betriebe war zwischen 100 und 500 ha groß, einige Betriebe waren aber auch deutlich größer. Deutlich mehr als 12.000 landwirtschaftliche Betriebe mit einer Gesamtfläche von 300.000 ha wurden hauptsächlich an kleinere Privatbetriebe verpachtet, die ebenfalls unter Aufsicht der LBGO gestellt wurden.
Neben den landwirtschaftlichen verwaltet die L.O. auch verschiedene technische Betriebe wie Molkereien, Brennereien, Mühlen, Brauereien, Ziegeleien, Sägewerke usw. In Litauen überwachte die L.O. 94.000 ha Fischgewässer, davon 1200 ha Fischteiche. Ende 1942 gründete die Zweigstelle Minsk der Landbewirtschaftungsgesellschaft Ostland die Fischereiabteilung Nord-Braslaw in Wilejka (Weißrussland), der die Ausbeutung des über 30 000 ha großen Seengebietes und der bedeutsamen Flussfischerei im Braslaw-Gebiet unterstand.
Einer der landwirtschaftlichen Musterbetriebe der LBGO war das Gut Kauzminde/Kauzmünde im lettischen Semgallen.
In Estland verwaltete die LBGO etwa 140 landwirtschaftliche Betriebe. Wie aus einem Geschäftsbericht der Landbewirtschaftungsgesellschaft Ostland, Zweigstelle Reval, zu entnehmen ist, wurden von der genannten Dienststelle im Bereich des Generalbezirks Estland rund 43.000 ha Flächen bewirtschaftet, die sich aus 17.000 ha Ackerland, 15.000 ha Grünland und 11.000 ha sonstiger Flächen zusammensetzen.

## Niederländer im „Ostland“
Die Nederlandsche Oost Compagnie (NOC) betrieb im weißrussischen Rogatschew eine eigene Ausbildungsstätte für niederländische Kolonisten im so genannten „Ostland“. Direktor dieser Landwirtschaftsschule des NOC war der niederländische Landwirt Arnout de Waard.
Die NOC verwaltete das Landgut Waka T, rund 30 Kilometer südlich von Vilnius (Litauen). Dort betrieb die NOC auch eine Landwirtschaftsschule. Etwa 25 Kilometer östlich von Waka T, in Lentvaris, nicht weit entfernt von Trakai, erhielt die NOC ein zweites Landgut von der LBGO zur Pacht. Im Moor von Biala Waka (Baltoji Voke / Weißwacke) bauten Niederländer der NOC Torf ab. In der Nähe des lettischen Ortes Lemburg betrieb die NOC eine weitere Landwirtschafts- und Gartenbauschule sowie einen Gemüseanbau.
Auf dem Höhepunkt ihrer Tätigkeit unterstanden der NOC  – eingeschlossen der von ihr 1942/43 übernommenen Organisationen des „Werkdienstes Holland“ und der niederländischen SS – mindestens 7000 niederländische Arbeitskräfte. Die meisten von ihnen waren allerdings im Reichskommissariat Ukraine eingesetzt, viele davon bei der Landbewirtschaftungsgesellschaft Ukraine (LBGU). Nachdem sich ab Herbst 1943 die deutsche Wehrmacht und die deutschen Behörden vor der Sowjetarmee aus der Ukraine zurückzuziehen begannen, verlagerte sich der Tätigkeitsschwerpunkt der NOC zunächst in die baltischen Staaten und damit ins Reichskommissariat Ostland. Als jedoch die Rote Armee im Laufe des Jahres 1944 auch diese Gebiete zurückeroberte, kündigte im August 1944 das Reichsministerium für die besetzten Ostgebiete (RMfdbO) allen Niederländern in der Landbewirtschaftungsgesellschaft Ostland zum Ende des Monats. In den folgenden Wochen ging es in heftigen bürokratischen Auseinandersetzungen zwischen der NOC und deutschen Behörden darum, wo die niederländischen Bauern, Gärtner, Arbeiter und Fachleute nun einzusetzen seien, ob in Ostpreußen, im Warthegau, in Pommern oder in der Kurmark (Oderbruch), oder weiter im Innern Deutschlands. Anfang Oktober 1944 kesselte die Rote Armee die im Baltikum stehenden deutschen Truppen (Heeresgruppe Nord) ein; im „Kurland-Kessel“ blieben auch einige Dutzend niederländische Landwirte und anderer Kräfte der NOC zurück, deren weiteres Schicksal unbekannt ist.

## Abwicklung
Die Landbewirtschaftungsgesellschaft Ostland sollte bis Ende des Jahres 1944 abgewickelt werden.